# Blue Bonnets Raceway
Blue Bonnets Raceway (senare med namnet Hippodrome de Montréal) var en travbana i Montréal i Québec i Kanada. Banan öppnades 1872 och stängdes 2009, efter 137 år i drift. Rivningen av anläggningen började i mitten av 2018, efter att den stått övergiven i nästan ett decennium.

## Om banan
1872 öppnade Blue Bonnets Raceway på gården hos Jos. Decary i de östra delarna av samhället Blue Bonnets, som numera tillhör västra Montréal. Banan arrangerade till en början endast galopplöp. 1886 byggdes järnvägen Ontario and Quebec Railway på platsen där banan låg, och banan var tvungen att flytta. 1905 bildades Jockey Club of Montreal, som öppnade den nya Blue Bonnets Raceway på Decarie Boulevard 1907. 1958 byggdes ett multimiljondollars klubbus vid banan, och 1961 började banan att utmana de ledande banorna i provinsen Ontario.
1995 köptes banan av Le Société d'habitation et de développement de Montréal (SHDM), som döpte om den till Hippodrome de Montréal. Den drevs då av SONACC (Société nationale du cheval de course), och förutom travsport erbjöds spel på hästar i USA, två restauranger och enarmade banditer på anläggningen.
Banan stängdes permanent den 13 oktober 2009 efter att ägaren gått i konkurs.

## Kuriosa
Den italienska travhästen Varenne gjorde sin sista start i tävlingskarriären på banan. Den 28 september 2002 startade han i loppet Trot Mondial, som han vunnit året innan. Han diskvalificerades i loppet efter att ha galopperat.

## Efter stängningen
I juli 2010 hyrde det irländska rockbandet U2 anläggningen för att hålla en stor utomhuskonsert under deras turné 360° Tour.